# 天然の美
『天然の美』（てんねんのび）は、1979年（昭和54年）5月21日に発売された日本のアルバムである。近田春夫の初めてのソロ・アルバムである。

## 概要・略歴
1979年、近田春夫&ハルヲフォンとしての活動を停止した近田春夫は、1977年（昭和52年）のハルヲフォン在籍中のソロデビューシングル「ロキシーの夜」を経て、1979年4月21日にソロ2枚目のシングル「エレクトリック・ラブ・ストーリー」を発表、1か月後の同年5月21日、本アルバム『天然の美』をもって本格ソロデビューした。
ソロシングル「エレクトリック・ラブ・ストーリー」の編曲に起用したイエロー・マジック・オーケストラ（YMO）は、本アルバムで上記シングル表題曲のほか、「何故かアップ・サイド・ダウン」、「ワン・シーン」、「プシー・キャット・ラブ」の計4曲を編曲した。また、近田は「歌手」と「職業作家」に徹し、1曲について作詞・作曲・編曲を兼ねることはなかった。
作詞には、郷ひろみ「寒い夜明け」（1976年）で知られる漫画家の楳図かずお、レモンパイの「ビバ! エンジェル」（1978年）の作詞を手がけた当時コピーライターのさがらよしあき、サーカスの「Mr.サマータイム」（1978年）や坂本龍一が第21回日本レコード大賞編曲賞を受賞した「アメリカン・フィーリング」の作詞を手がけた竜真知子、内山田洋とクール・ファイブの「噂の女」（1970年）や五木ひろしの「よこはま・たそがれ」（1971年）のヒットで知られる小説家・作詞家の山口洋子、大場久美子の「エトセトラ」（1978年）、「ディスコ・ドリーム」（同年）を手がけた小林和子を起用した。
作曲には、近田が尊敬する作曲家の筒美京平、元ザ・ワイルドワンズで沢田研二の第4回日本歌謡大賞受賞曲「危険なふたり」（1973年）の作曲家・加瀬邦彦、元ジャッキー吉川とブルーコメッツで、近田がハルヲフォン時代にカヴァーした「ブルー・シャトウ」（1967年）や、フィンガー5の「学園天国」（1974年）を手がけた井上忠夫（のちの井上大輔）、山口百恵の「横須賀ストーリー」（1976年）以降の楽曲を手がけるヒットメーカーでダウン・タウン・ブギウギ・バンド在籍時の宇崎竜童、「響わたる」名義で安西マリアの「サヨナラ・ハーバーライト」（1976年）や「センチメンタル・グループ・サウンズ」（同年）に楽曲を提供、のちに小柳ルミ子に「お久しぶりね」（1983年）のヒットをもたらす杉本真人を起用している。
編曲には、前述のYMOのほかは、近田が編曲をおこない、「V.T.R.SHADOW」と「哀愁専科」には、シングル「エレクトリック・ラブ・ストーリー」のB面別ヴァージョンの編曲を発注した、研ナオコのヒット曲「かもめはかもめ」（1978年）で知られる若草恵を再度起用した。
本アルバムは、当初LPレコードでリリースされ、のちに1989年（平成元年）3月5日、1992年（平成4年）11月21日の2回、CD再発売された。CD盤には、ボーナストラックとして、本オリジナルアルバム発売後の1979年9月21日にリリースされ、当時アルバム収録されなかったシングル「ああ、レディハリケーン」のAB面両曲が収録されている。

## 収録曲

### Side A
1. エレクトリック・ラブ・ストーリー
  - 作詞：楳図かずお、作曲：近田春夫、編曲：イエロー・マジック・オーケストラ
2. 震えて眠れ
  - 作詞：さがらよしあき、作曲：宇崎竜童、編曲：近田春夫
3. 何故かアップ・サイド・ダウン
  - 作詞：近田春夫、作曲：加瀬邦彦、編曲：イエロー・マジック・オーケストラ
4. 罪なレディ
  - 作詞：竜真知子、作曲：筒美京平、編曲：近田春夫
5. V.T.R.SHADOW
  - 作詞：近田春夫、作曲：井上忠夫、編曲：若草恵

### Side B
1. エレクトリック・ラブ・ストーリー
  - 作詞：楳図かずお、作曲：近田春夫、編曲：若草恵
2. ワン・シーン
  - 作詞：山口洋子、作曲：近田春夫、編曲：イエロー・マジック・オーケストラ
3. 哀愁専科
  - 作詞：近田春夫、作曲：杉本真人、編曲：若草恵
4. プシー・キャット・ラブ
  - 作詞：近田春夫、作曲：筒美京平、編曲：イエロー・マジック・オーケストラ
5. HALF AND HALF
  - 作詞：小林和子、作曲：加瀬邦彦、編曲：近田春夫

### CDボーナストラック
1. ああ、レディハリケーン （4分9秒） - 資生堂「レディバスボン」CMソング
  - 作詞：楳図かずお、作曲：近田春夫、編曲：矢野誠
2. 世界で一番いけない男
  - 作詞：ちあき哲也、作曲：近田春夫、編曲：若草恵

## 関連事項
- 1979年の音楽

## 註
1. 1 2  #外部リンク内のYahoo! ミュージック「天然の美」リンク先の記述を参照。